# Muneville-le-Bingard
Muneville-le-Bingard – miejscowość i gmina we Francji, w regionie Normandia, w departamencie Manche.
Według danych na rok 1990 gminę zamieszkiwało 480 osób, a gęstość zaludnienia wynosiła 24 osoby/km² (wśród 1815 gmin Dolnej Normandii Muneville-le-Bingard plasuje się na 455. miejscu pod względem liczby ludności, natomiast pod względem powierzchni na miejscu 122.).